# Saint-Priest-d’Andelot
Saint-Priest-d’Andelot település Franciaországban, Allier megyében. Lakosainak száma 146 fő (2022. január 1.). Saint-Priest-d’Andelot Gannat, Champs, Saint-Genès-du-Retz és Vensat községekkel határos.

## Népesség
A település népessége az elmúlt években az alábbi módon változott:
| Lakosok száma | 187  | 143  | 134  | 132  | 149  | 146  | 145  | 143  | 144  | 146  |
|               | 1968 | 1982 | 1990 | 2006 | 2013 | 2015 | 2017 | 2019 | 2020 | 2022 |